# Пам'ятники Мінська
Стаття Пам'ятники Мінська (біл. Помнікі Мінска / Менску, рос. Памятники Минска) присвячена міській скульптурі столиці Білорусі міста Мінська.
У сучасному Мінську встановлено велике число пам'ятників, меморіалів, стел і обелісків та пам'ятних знаків — як за доби СРСР, так і за незалежності держави.
Статус Мінська як не лише столиці Білоруської держави, а й сучасного головного міста білоруської нації визначив той факт, що в місті зосереджено багато пам'ятників, погрудь, меморіальних дощок, місць вшанування діячів національної білоруської історії та культури — від князівської доби до сучасності.
Як і повсюдно в Білорусі, у місті ретельно зберігаються монументи рядянської епохи — в першу чергу, меморіали, братські могили і пам'ятники на вшанування подвигу радянського народу у Німецько-рядянській війні, а також пам'ятники і скульптури Леніна, різноманітним радянським партійним і державним діячам. Останнім часом (від кінця 1980-х років) у місті постали пам'ятники і пам'ятні знаки на честь подій недавньої історії («Афганська» війна), а також трагічних подій, інформація про які в СРСР цензурувалася (трагедія в Куропатах), і на честь діячів білоруської культури, яких за СРСР не було вшановано у мінській скульптурі.
Мінськ як сучасне місто, відкрите світові, пишається пам'ятниками діячам культур братніх українського, польського та російського народів (пам'ятники Тарасові Шевченку, Адаму Міцкевичу, Олександру Пушкіну, Максиму Горькому тощо).
Пам'ятники Мінська:
| Назва                                                                           | Рік встановлення | Розташування                                                                                  | Фото | Короткі відомості |
| «Батлейка», скульптурна композиція                                              | 1981             | у сквері за будівлею Білоруського державного академічного музичного театру                    |      | Скульптурну композицію, присвячену традиційному ляльковому театру білорусів батлейці, було встановлено 1981 року. Автор декоративних фігур — білоруський скульптор Леонід Зільбер. |
| Богдановичу Максиму                                                             | 1981             | у сквері на Паризької Комуни неподалік Мінського оперного театру                              |      | Пам'ятник білоруському поетові, перекладачеві та літературознавцеві Максиму Богдановичу було відкрито 9 грудня 1981 року. Автори пам'ятника — скульптор С. Вакар, архітектори Ю. Казаков, Л. Москалевич. |
| Богдановичу Максиму                                                             |                  | біля меморіальної хати Максима Богдановича на вулиці Робкорівській, 17                        |      | |
| Гандлярка насінням, скульптура                                                  |                  | біля Комаровського ринку по вулиці Віри Харужай, 8                                            |      | Автор скульптури гандлярки з насінням — відомий мінський скульптор Володимир (Уладзімір) Жбанов. |
| Горькому Максиму                                                                | 1981             | у Центральному дитячому парку                                                                 |      | Пам'ятник російському письменнику-пролетарю Максиму Горькому був встановлений у 1981 році. |
| Грицевця Сергія, погруддя                                                       | 1955             | на розі проспекту Незалежності та вулиці Леніна                                               |      | Погруддя майора Червоної Армії, відомого радянського льотчика-винищувача 1930-х років, двічі Героя Радянського Союзу С. І. Грицевця було встановлено в 1955 році. Автори — скульптор З. І. Азгур, архітектори Г. В. Сисоєв, С. С. Мусинський. Спершу пам'ятник був споруджений у Парку 30-ліття БРСР (сучасний Парк ім. Я. Купали), потому за 17 років (1972), його перенесли на бульвар по вулиці Леніна.                                           |
| Дама з собачкою, скульптурна група                                              |                  | біля Комаровського ринку                                                                      |      | Автор скульптури дами з собачкою — відомий мінський скульптор Володимир (Уладзімір) Жбанов. |
| «Дзвін Нагасакі», пам'ятний знак                                                | 2000             | біля Червоного костелу на площі Незалежності                                                  |      | Пам'ятний знак «Дзвін Нагасакі» урочисто був відкритий 24 вересня 2000 року, і є точною копією дзвону «Янгол», що вцілів після атомного бомбардування Нагасакі 9 серпня 1945 року. Він був подарований білоруському народу Католицькою єпархією міста Нагасакі. |
| Дзержинського Фелікса, погруддя                                                 | 1959             | на розі проспекту Незалежності та вуліці Комсомольської                                       |      | Пам'ятник-погруддя радянському державному діячеві та революціонеру Ф. Е. Дзержинському був встановлений у 1959 році. Автори пам'ятника — скульптор З. І. Азгур, архітектор В. М. Волчек. |
| Дроздовичу Язепу                                                                | 1993             | у Троїцькому передмісті                                                                       |      | Пам'ятник білоруському художнику Язепу (Йосипу) Дроздовичу був установлений у 1993 році, це була дипломна робота визначного сучасного білоруського митця Ігоря Голубєва. |
| Дюнана Анрі, погруддя                                                           | 2010             | у сквері на розі вулиць Леніна і Карла Маркса                                                 |      | Погруддя видатного гуманіста і громадського діяча, першого лауреата Нобелівської премії миру, засновника Червоного Хреста відбулася 7 травня 2010 року. Створення монумента було ініційовано Білоруським Червоним Хрестом. Автор композиції — відомий білоруський художник-скульптор, член Спілки художників Республіки Білорусь Олег Купріянов. |
| Загиблим співробітникам і військовослужбовцям МВС                               | 2003             | поруч зі сходами, що ведуть від рогу вулиць Красної і Комуністичної до набережної Свіслочі    |      | Монумент Загиблим співробітникам і військовослужбовцям МВС був встановлений у 2003 році. Являє собою 6-метрове бронзове зображення щита й меча з символікою МВС Республіки Білорусь. Автори — скульптори А. Дранець, В. Антонович, Б. Костін та інші. |
| «Зодчий», скульптура                                                            | 2007             | біля будинку комітету архітектури і містобудування Мінськміськвиконкому на площі Незалежності |      | Встановлення скульптури «Зодчий» у Мінську було приурочено до Дня незалежності Республіки Білорусь. Її автор — місцевий скульптор Володимир (Уладзімір) Жбанов, і ця робота стала вже 10-ю за ліком цього автора, що прикрасила білоруську столицю. |
| Казею Марату                                                                    | 1959             | в парку Марата Казея (кол. Піонерському)                                                      |      | Пам'ятник підлітку-партизану Маратові Казею, що геройськи загинув у ІІ Світову війну, був установлений у 1959 році. Автори — скульптор С. І. Селіханов, архітектор В. Волчек. |
| Калініну Михайлові                                                              |                  | на площі Калініна                                                                             |      | Пам'ятник політичному діячеві комуністичної партії СРСР, голові ЦВК СРСР М. І. Калініну. |
| Кінь, скульптура                                                                |                  | біля Комаровського ринку по вулиці Віри Харужай, 8                                            |      | Автор скульптури Коня — відомий мінський скульптор Володимир (Уладзімір) Жбанов. |
| Кірова Сергія, погруддя                                                         |                  | по вулиці Червоноармійській                                                                   |      | |
| Коласу Якубу                                                                    | 1972             | на площі Якуба Коласа                                                                         |      | Пам'ятник класику білоруської літератури Якубу Коласу було урочисто відкрито в 1972 році. Автори пам'ятника — Заїр Азгур, Юрій Градов, Георгій Заборський, Леонід Левін. |
| Корнєєву Захарію, пам'ятний знак                                                |                  | у Центральному дитячому парку ім. Горького                                                    |      | Пам'ятний знак на честь першого цивільного губернатора Мінська Захарія Корнєєва. |
| Купалі Янці                                                                     | 1972             | у Парку імені Янки Купали                                                                     |      | Пам'ятник класику білоруської літератури Янці Купалі було урочисто відкрито в 1972 році. Автори пам'ятника — Анатолій Анікейчик, Лев Гумілевський, Андрій Заспицький. |
| Леніну Володимиру                                                               | 1933             | перед Будинком Уряду на площі Незалежності                                                    |      | Пам'ятник радянському політичному й партійному діячеві, першому керівнику СРСР Леніну був установлений у 1933 році. Автори — московські скульптор М. Г. Манізер та архітектор Й. Г. Лангбард. |
| Михайла Архангела, скульптура                                                   | 1996             | біля Червоного костелу на площі Незалежності                                                  |      | Скульптура Архангела Михаїла була встановлена 1996 року. |
| «Мінськ — місто-герой», обеліск                                                 | 1985             | на початку Парку Перемоги, біля перетинання проспектів Переможців та Машерова                 |      | Обеліск «Мінськ — місто-герой» був відкритий у 1985 році — до 40-річчя Дня Перемоги. У створенні монумента брали участь скульптор Валентин Занкович, архітектори В'ячеслав Євсеєв, Віктор Крамаренко та В'ячеслав Романенко. |
| Міцкевичу Адаму                                                                 | 2003             | у сквері на міському Валу неподалік рогу вулиць Неміга та Романівська Слобода                 |      | Пам'ятник класику польської літератури Адаму Міцевичу був відкритий у 2003 році. Творці пам'ятника — лауреат Державної премії Білорусі А. Заспицький, лауреат Державної премії Білорусі А. Фінський, архітектор Г. Федоров. |
| Нульовий кілометр, пам'ятний знак                                               | 1998             | на Жовтневій площі                                                                            |      | Пам'ятний знак нульовий кілометр (Республіки Бєларусь) був встановлений у 1998 році. (скульптор А. Фінський) |
| «Острів сліз», меморіал                                                         | 1996             | у закруті Свіслочі біля Троїцького передмістя                                                 |      | Меморіал «Острів сліз» (офіційна розширена назва: Острів мужності та скорботи) на честь білоруських солдатів, загиблих у Радянсько-афганській війні (1979—89) будувався від 1988 року, і був відкритий 3 серпня 1996 року. Автори пам'ятника-меморіалу — скульптор Ю. Павлов та архітектори М. Корольов, Т. Корольова-Павлова, В. Лапцевич, Г. Павлова, А. Павлов, Д. Хомяков.                                                                       |
| Перемоги, монумент                                                              | 1954             | посередині площі Перемоги                                                                     |      | Монумент-обеліск на честь вояків Радянської Армії, партизанів і підпільників, що брали участь у Другій світовій війні був урочисто відкритий у 1954 році. Автори пам'ятника — архітектори Г. В. Заборський, В. А. Король, скульптори З. І. Азгур, А. О. Бембель, А. К. Глєбов, С. І. Селіханов. |
| Першому мінському тролейбусу / «Перший тролейбус міста Мінська», пам'ятний знак | 1973             | на території тролейбусного депо № 1                                                           |      | Перший мінський тролейбус був поставлений на постатмент з меморіальною табличкою за рік по закінченні його експлуатації в 1973 році. |
| Поштарь, скульптура                                                             | 2005             | на проспекті Незалежності, 73                                                                 |      | Скульптура поштаря була передана місту 9 вересня 2005 року (напередодні свята Дня міста) білоруською видавничою групою «Из рук в руки», що стало першим подібним подарунком місцевих бізнескіл Мінську. |
| Пушкіну Олександру                                                              | 1999             | на набережній Свіслочі навпроти готелю «Бєларусь» (вул. Комуністична, 49)                     |      | Пам'ятник класику російської літератури поетові Олександрові Пушкіну був урочисто відкритий 10 липня 1999 року. |
| Ромашкіну Тимофію                                                               | 1965             | В скверику біля аеропорту «Мінськ-1» з боку вулиці Аеродромної на окраї вулиці Короткевича    |      | Пам'ятник на честь радянського героя-льотчика (Герой Радянського Союзу, 1954) Тимофія Терентійовича Ромашкіна був встановлений у 1965 році. Автори — скульптор Г. Постников і архітектор Г. Заборський. |
| Скорині Франциску                                                               |                  | перед будівлею Національної бібліотеки Білорусі (просп. Незалежності, 116)                    |      | |
| Скорині Франциску                                                               |                  | у внутрішньому подвір'ї БДУ (просп. Незалежності, 4)                                          |      | |
| Скорині Франциску                                                               |                  | у Парку Купали                                                                                |      | |
| Фотограф, скульптура                                                            |                  | біля Комаровського ринку                                                                      |      | Автор скульптури фотографа — відомий мінський скульптор Володимир (Уладзімір) Жбанов. |
| «Хлопчик з лебедем», скульптура-фонтан                                          | 1874             | у Олександрівському (Центральному) сквері                                                     |      | Міська скульптура «Хлопчик з лебедем» авторства Л. Берніні була встановлена в тодішньому Олександрівському парку 1874 року. |
| Шевченкові Тарасу                                                               | 2002             | в Степановському саду на розі вулиць Старовіленської та Кисельова                             |      | Пам'ятник великому українському поету і мислителю Тарасові Шевченку було урочисто відкрито, за участю тодішнього київського мера Олександра Омельченка та Голови мінського місьвиконкому Михайла Павлова, 23 квітня 2002 року, стало одним з ключових моментів Днів Києва у Мінську. Автори пам'ятника — український скульптор Віктор Липовка та білоруський архітектор Віктор Крамаренко.                                                           |
| «Яма», меморіал                                                                 | 1947, 2000       | на розі вулиць Мельнікайте та Заславської                                                     |      | Меморіал жертвам гітлерівського геноциду (Голокосту) на місці масового знищення в'язнів Мінського гетто під час ІІ Світової війни був облаштований у 2000 році, перед тим ще 1947 року на місці трагедії був встановлений обеліск з чорного граніту. Важливою складовою Меморіалу є скульптурна композиція «Останній шлях» (автори — білоруський архітектор Леоніду Левіну, білоруський скульптор А. Фінський, ізраїльський скульптор Ельза Поллак). |
| «Янгол, що плаче», скульптура                                                   | 1996             | частина меморіалу «Острів сліз»                                                               |      | |

## Виноски
1. ↑  Пам'ятник Сергію Івановичу Грицевцю [Архівовано 2010-03-02 у Wayback Machine.] на Пам'ятники (Мінська) [Архівовано 3 серпня 2010 у Wayback Machine.] на www.minsk-old-new.com («Мінськ старий і новий.» Мінськ у фотографіях) [Архівовано 2 лютого 2013 у Wayback Machine.] (рос.)
2. ↑  Дзвін Нагасакі [Архівовано 2010-10-20 у Wayback Machine.] на Пам'ятники (Мінська) [Архівовано 3 серпня 2010 у Wayback Machine.] на www.minsk-old-new.com («Мінськ старий і новий.» Мінськ у фотографіях) [Архівовано 2 лютого 2013 у Wayback Machine.] (рос.)
3. ↑  Пам'ятник Феліксу Едмундовичу Дзержинському [Архівовано 2010-06-16 у Wayback Machine.] на Пам'ятники (Мінська) [Архівовано 3 серпня 2010 у Wayback Machine.] на www.minsk-old-new.com («Мінськ старий і новий.» Мінськ у фотографіях) [Архівовано 2 лютого 2013 у Wayback Machine.] (рос.)
4. ↑  фото і трохи інформацію у ЖЖ bacian (рос.)
5. ↑  Пам'ятник засновнику Червоного Хреста з'явиться в Мінську [Архівовано 2010-05-07 у Wayback Machine.] // повідомл. за 7 травня 2010 року від Інтерфакс-Білорусь (рос.)
6. ↑  Пам'ятник співробітникам міліції [Архівовано 2010-03-02 у Wayback Machine.] на Пам'ятники (Мінська) [Архівовано 3 серпня 2010 у Wayback Machine.] на www.minsk-old-new.com («Мінськ старий і новий.» Мінськ у фотографіях) [Архівовано 2 лютого 2013 у Wayback Machine.] (рос.)
7. ↑  Зодчий[недоступне посилання] на Пам'ятники (Мінська) [Архівовано 3 серпня 2010 у Wayback Machine.] на www.minsk-old-new.com («Мінськ старий і новий.» Мінськ у фотографіях) [Архівовано 2 лютого 2013 у Wayback Machine.] (рос.)
8. ↑  Листоноша із рук у руки Мінську на www.partal.by (рос.)
9. ↑  Пам'ятник Т. Т. Ромашкіну [Архівовано 2013-01-23 у Wayback Machine.] на www.minsk-old-new.com («Мінськ старий і новий.» Мінськ у фотографіях) [Архівовано 2 лютого 2013 у Wayback Machine.] (рос.)
10. ↑  Афоніна Анжела У центрі Мінська відкрито пам'ятник Тарасові Шевченку [Архівовано 2013-10-07 у Wayback Machine.] // стаття в газеті «Хрещатик» за 23 квітня 2002 року